# 로베르토 무시
로베르토 무시(이탈리아어: Roberto Mussi, 1963년 8월 25일 ~ )는 수비수로 뛰었던 전 이탈리아의 축구 선수이다.

## 클럽 경력
그의 선수 생활중에 마세세, 파르마, 밀란, 토리노에서 뛰었다. 세리에 A에서 250 경기를 출장했고 밀란에서 뛰던 시절에 한번의 리그 우승과 유러피언 컵 우승, 토리노에 있던 시절에는 코파 이탈리아 한번의 우승, 파르마에 있던 시절 두 번의 UEFA 컵 우승과 한번의 코파 이탈리아 우승을 경험하였다.

## 국가대표팀 경력
이탈리아 축구 국가대표팀에서 그는 11경기에 출전하였으며 1994 FIFA 월드컵과 UEFA 유로 1996에 참가했었다.